# Žabljak (Montenegro)
Žabljak (Montenegrijns: Жабљак; Albanees: Zhabjak) is een Montenegrijnse gemeente.
Žabljak telt 3.569 inwoners, waarvan er 1.723 in de hoofdplaats wonen. Het centrum van Žabljak ligt op 1452 m hoogte en is daarmee de hoogstgelegen gemeente van Montenegro. Žabljak ligt aan de voet van het Durmitor gebergte en wordt omringd door 23 bergtoppen van meer dan 2200 meter hoogte, met 18 bergmeren. Žabljak is de ecologische hoofdstad van Montenegro.
De inwoners van Žabljak en de nabijgelegen dorpen houden zich met name bezig met landbouw, veeteelt, bosbouw, houtbewerking en toerisme. Volgens de legende heeft ze haar naam te danken aan kikkers (in het Servisch Žaba) die je ieder voorjaar luidkeels hoort kwaken als het smeltwater zijn weg door het dorp vindt.
Žabljak ligt nabij het Nationaal Park Durmitor, dat op de Werelderfgoedlijst van UNESCO staat. In Žabljak bevinden zich ook twee als werelderfgoed erkende necropolissen met middeleeuwse stećci-grafstenen.

## Demografie
De gemeente Žabljak telt 3.569 inwoners (volkstelling van 2011), hetgeen 0,6% van de Montenegrijnse bevolking is. De gemeente heeft een urbanisatiegraad van 48,3%.
| stad Žabljak     | 83    | 508   | 650   | 979   | 1.379 | 1.853 | 1.937 | 1.723 |
| gemeente Žabljak | 5.907 | 6.773 | 6.564 | 6.141 | 5.227 | 4.914 | 4.204 | 3.569 |

De gemeente heeft te maken met een intensieve leegloop van de bevolking, vooral op het platteland.

#### Etniciteit
De Montenegrijnen vormen de grootste bevolkingsgroep in Žabljak (1.800 mensen, ofwel 50%), gevolgd door Serviërs (1.474 mensen, ofwel 41%).

#### Religie
De bevolking bestaat hoofdzakelijk uit aanhangers van de Servisch-Orthodoxe Kerk (94%).
Andrijevica · Bar · Berane · Bijelo Polje · Budva · Cetinje · Danilovgrad · Gusinje · Herceg-Novi · Kolašin · Kotor · Mojkovac · Nikšić · Petnjica · Plav · Pljevlja · Plužine · Podgorica · Rožaje · Šavnik · Tivat · Tuzi · Ulcinj · Žabljak
- Library of Congress Control Number: n83033155
- Nationale Bibliotheek van Tsjechië: ge1050551
- Nationale Bibliotheek van Israël: 987007536513305171
- Virtual International Authority File: 129040414